# هيني شيلر
هيني شيلر هو مجدف سويسري، ولد في 3 أغسطس 1929، وتوفي في 1 سبتمبر 1957 في سان كارلوس في الولايات المتحدة.

## وصلات خارجية
- هيني شيلر على موقع الاتحاد الدولي للتجديف (الإنجليزية)
- هيني شيلر على موقع أوليمبيديا (الإنجليزية)